# دون هربرت
دون هربرت (بالإنجليزية: Don Herbert)‏ هو صحفي ومقدم تلفزيوني أمريكي، ولد في 10 يوليو 1917 في واكونيا في الولايات المتحدة، وتوفي في 12 يونيو 2007 في Bell Canyon, California ‏ في الولايات المتحدة بسبب ورم نخاعي متعدد.

## وصلات خارجية
- دون هربرت على موقع IMDb (الإنجليزية)
- دون هربرت على موقع إن إن دي بي (الإنجليزية)
- دون هربرت على موقع قاعدة بيانات الفيلم (الإنجليزية)